# Giant Steps
Giant Steps是約翰·柯川作為領團人所發行的第五張錄音室專輯，於1960年由大西洋唱片發行，同時也是約翰·柯川於大西洋唱片公司發行的第一張專輯。整張專輯全由約翰·柯川負責編曲，許多曲子成為許多爵士薩克斯風手的練習模版。在2004年，Giant Steps被美國國會圖書館選入國家錄音登記（ National Recording Registry）。

## 外部來源
- Liner notes and track notes, Rhino Deluxe Edition